# Меженинка
Меженинка — деревня в Оленинском районе Тверской области России. Входит в состав Мостовского сельского поселения.

## География
Деревня расположена в северо-западной части района. Расстояние до трассы Москва — Рига около 3,5 км, до Мирного — 7,5 км, до Оленино — 30 км. Ближайший населённый пункт — деревня Новая.

## Население
| 2010 |
| ---- |
| 55   |

В 2008 году население деревни составляло 68 человек.
В 2002 году население деревни составляло 84 человека.
Национальный состав
Согласно результатам переписи 2002 года, в национальной структуре населения русские составляли 99 % от жителей.